# Krokus (Band)/Diskografie
Diese Diskografie ist eine Übersicht über die musikalischen Werke der schweizerischen Hard-Rock-Band Krokus. Den Schallplattenauszeichnungen zufolge hat sie bisher mehr als 1,4 Millionen Tonträger verkauft. Ihre erfolgreichsten Veröffentlichungen sind die Studioalben Headhunter und The Blitz mit jeweils über 550.000 verkauften Einheiten.

## Alben

### Studioalben
| Jahr | Titel                       | Höchstplatzierung, Gesamtwochen, AuszeichnungChartplatzierungen (Jahr, Titel, Platzierungen, Wochen, Auszeichnungen, Anmerkungen) | Höchstplatzierung, Gesamtwochen, AuszeichnungChartplatzierungen (Jahr, Titel, Platzierungen, Wochen, Auszeichnungen, Anmerkungen) | Höchstplatzierung, Gesamtwochen, AuszeichnungChartplatzierungen (Jahr, Titel, Platzierungen, Wochen, Auszeichnungen, Anmerkungen) | Höchstplatzierung, Gesamtwochen, AuszeichnungChartplatzierungen (Jahr, Titel, Platzierungen, Wochen, Auszeichnungen, Anmerkungen) | Höchstplatzierung, Gesamtwochen, AuszeichnungChartplatzierungen (Jahr, Titel, Platzierungen, Wochen, Auszeichnungen, Anmerkungen) | Anmerkungen |
| Jahr | Titel                       | DE | AT | CH | UK | US | Anmerkungen |
| ---- | --------------------------- | --- | --- | --- | --- | --- | --- |
| 1976 | Krokus                      | — | — | — | — | — | Erstveröffentlichung: 29. April 1976 |
| 1977 | To You All                  | — | — | — | — | — | Erstveröffentlichung: 29. April 1977 |
| 1978 | Pay It in Metal/Pain Killer | — | — | — | — | — | Erstveröffentlichung: 30. Oktober 1978 |
| 1980 | Metal Rendez-Vous           | — | — | CH— ×4VierfachplatinCH | — | — | Erstveröffentlichung: 30. Juni 1980 Verkäufe: + 200.000                                                                                                  |
| 1981 | Hardware                    | DE56 (2 Wo.)DE | AT16 (3 Wo.)AT | — | UK44 (4 Wo.)UK | US103 (12 Wo.)US | Erstveröffentlichung: 18. Februar 1981 |
| 1982 | One Vice at a Time          | DE38 (7 Wo.)DE | — | — | UK28 (5 Wo.)UK | US53 (20 Wo.)US | Erstveröffentlichung: 1. März 1982 |
| 1983 | Headhunter                  | — | — | CH44 (1 Wo.)CH | UK74 (2 Wo.)UK | US25 Gold · (41 Wo.)US | Erstveröffentlichung: 25. April 1983 Wiederveröffentlichung: 17. März 2023 (40th Anniversary) Verkäufe: + 550.000 in der Schweiz erst 2023 in den Charts |
| 1984 | The Blitz                   | DE55 (2 Wo.)DE | — | CH6 (8 Wo.)CH | — | US31 Gold · (27 Wo.)US | Erstveröffentlichung: 22. August 1984 Verkäufe: + 550.000                                                                                                |
| 1986 | Change of Address           | — | — | CH6 (12 Wo.)CH | — | US45 (17 Wo.)US | Erstveröffentlichung: 16. Juni 1986 |
| 1988 | Heart Attack                | — | — | CH5 (8 Wo.)CH | — | US87 (11 Wo.)US | Erstveröffentlichung: 25. März 1988 |
| 1990 | Stampede                    | — | — | CH18 (6 Wo.)CH | — | — | Erstveröffentlichung: 14. November 1990 |
| 1995 | To Rock or Not to Be        | — | — | CH5 (15 Wo.)CH | — | — | Erstveröffentlichung: 29. April 1995 |
| 1999 | Round 13                    | — | — | CH35 (5 Wo.)CH | — | — | Erstveröffentlichung: 8. Oktober 1999 |
| 2003 | Rock the Block              | DE69 (1 Wo.)DE | — | CH1 Gold · (11 Wo.)CH | — | — | Erstveröffentlichung: 18. Januar 2003 Verkäufe: + 20.000                                                                                                 |
| 2006 | Hellraiser                  | — | — | CH2 Gold · (9 Wo.)CH | — | — | Erstveröffentlichung: 15. September 2006 Verkäufe: + 20.000                                                                                              |
| 2010 | Hoodoo                      | DE33 (4 Wo.)DE | — | CH1 Platin · (26 Wo.)CH | — | — | Erstveröffentlichung: 26. Februar 2010 Verkäufe: + 30.000                                                                                                |
| 2013 | Dirty Dynamite              | DE17 (3 Wo.)DE | AT46 (2 Wo.)AT | CH1 Platin · (22 Wo.)CH | — | — | Erstveröffentlichung: 22. Februar 2013 Verkäufe: + 30.000                                                                                                |

grau schraffiert: keine Chartdaten aus diesem Jahr verfügbar

### Livealben
| Jahr | Titel                                                 | Höchstplatzierung, Gesamtwochen, AuszeichnungChartplatzierungen (Jahr, Titel, Platzierungen, Wochen, Auszeichnungen, Anmerkungen) | Höchstplatzierung, Gesamtwochen, AuszeichnungChartplatzierungen (Jahr, Titel, Platzierungen, Wochen, Auszeichnungen, Anmerkungen) | Höchstplatzierung, Gesamtwochen, AuszeichnungChartplatzierungen (Jahr, Titel, Platzierungen, Wochen, Auszeichnungen, Anmerkungen) | Höchstplatzierung, Gesamtwochen, AuszeichnungChartplatzierungen (Jahr, Titel, Platzierungen, Wochen, Auszeichnungen, Anmerkungen) | Höchstplatzierung, Gesamtwochen, AuszeichnungChartplatzierungen (Jahr, Titel, Platzierungen, Wochen, Auszeichnungen, Anmerkungen) | Anmerkungen                            |
| Jahr | Titel                                                 | DE | AT | CH | UK | US | Anmerkungen                            |
| ---- | ----------------------------------------------------- | --- | --- | --- | --- | --- | -------------------------------------- |
| 1986 | Alive and Screamin’                                   | — | — | — | — | US97 (12 Wo.)US | Erstveröffentlichung: 14. Oktober 1986 |
| 2004 | Fire and Gasoline (Spontaneously Combustible) – Live! | — | — | CH6 (9 Wo.)CH | — | — | Erstveröffentlichung: 2. Februar 2004  |
| 2014 | Long Stick Goes Boom: Live from da House of Rust      | — | — | CH3 (9 Wo.)CH | — | — | Erstveröffentlichung: 21. März 2014    |
| 2021 | Adios amigos – Live @ Wacken                          | DE51 (1 Wo.)DE | — | CH1 (11 Wo.)CH | — | — | Erstveröffentlichung: 19. Februar 2021 |

### Kompilationen
| Jahr | Titel                   | Höchstplatzierung, Gesamtwochen, AuszeichnungChartplatzierungen (Jahr, Titel, Platzierungen, Wochen, Auszeichnungen, Anmerkungen) | Höchstplatzierung, Gesamtwochen, AuszeichnungChartplatzierungen (Jahr, Titel, Platzierungen, Wochen, Auszeichnungen, Anmerkungen) | Höchstplatzierung, Gesamtwochen, AuszeichnungChartplatzierungen (Jahr, Titel, Platzierungen, Wochen, Auszeichnungen, Anmerkungen) | Höchstplatzierung, Gesamtwochen, AuszeichnungChartplatzierungen (Jahr, Titel, Platzierungen, Wochen, Auszeichnungen, Anmerkungen) | Höchstplatzierung, Gesamtwochen, AuszeichnungChartplatzierungen (Jahr, Titel, Platzierungen, Wochen, Auszeichnungen, Anmerkungen) | Anmerkungen                              |
| Jahr | Titel                   | DE | AT | CH | UK | US | Anmerkungen                              |
| ---- | ----------------------- | --- | --- | --- | --- | --- | ---------------------------------------- |
| 2012 | Original Album Classics | — | — | CH99 (1 Wo.)CH | — | — | Erstveröffentlichung: 14. September 2012 |
| 2019 | The Big Eight           | — | — | CH68 (1 Wo.)CH | — | — | Erstveröffentlichung: 22. November 2019  |

Weitere Kompilationen
- 1980: Early Days
- 1984: Prior Convictions
- 1989: Stayed Awake All Night: The Best Of
- 1993: The Dirty Dozen: The Very Best of 1979–1983
- 1999: Best Of
- 2000: The Definitive Collection
- 2001: The Collection
- 2002: Headhunter Blitz
- 2003: Long Stick Goes Boom: The Anthology
- 2006: Extended Versions

### EPs
| Jahr | Titel               | Höchstplatzierung, Gesamtwochen, AuszeichnungChartplatzierungen (Jahr, Titel, Platzierungen, Wochen, Auszeichnungen, Anmerkungen) | Höchstplatzierung, Gesamtwochen, AuszeichnungChartplatzierungen (Jahr, Titel, Platzierungen, Wochen, Auszeichnungen, Anmerkungen) | Höchstplatzierung, Gesamtwochen, AuszeichnungChartplatzierungen (Jahr, Titel, Platzierungen, Wochen, Auszeichnungen, Anmerkungen) | Höchstplatzierung, Gesamtwochen, AuszeichnungChartplatzierungen (Jahr, Titel, Platzierungen, Wochen, Auszeichnungen, Anmerkungen) | Höchstplatzierung, Gesamtwochen, AuszeichnungChartplatzierungen (Jahr, Titel, Platzierungen, Wochen, Auszeichnungen, Anmerkungen) | Anmerkungen                    |
| Jahr | Titel               | DE | AT | CH | UK | US | Anmerkungen                    |
| ---- | ------------------- | --- | --- | --- | --- | --- | ------------------------------ |
| 1981 | Industrial Strength | — | — | — | UK62 (2 Wo.)UK | — | Erstveröffentlichung: Mai 1981 |

grau schraffiert: keine Chartdaten aus diesem Jahr verfügbar
Weitere EPs
- 1994: You Ain’t Seen Nothin’ Yet

### Coveralben
| Jahr | Titel     | Höchstplatzierung, Gesamtwochen, AuszeichnungChartplatzierungen (Jahr, Titel, Platzierungen, Wochen, Auszeichnungen, Anmerkungen) | Höchstplatzierung, Gesamtwochen, AuszeichnungChartplatzierungen (Jahr, Titel, Platzierungen, Wochen, Auszeichnungen, Anmerkungen) | Höchstplatzierung, Gesamtwochen, AuszeichnungChartplatzierungen (Jahr, Titel, Platzierungen, Wochen, Auszeichnungen, Anmerkungen) | Höchstplatzierung, Gesamtwochen, AuszeichnungChartplatzierungen (Jahr, Titel, Platzierungen, Wochen, Auszeichnungen, Anmerkungen) | Höchstplatzierung, Gesamtwochen, AuszeichnungChartplatzierungen (Jahr, Titel, Platzierungen, Wochen, Auszeichnungen, Anmerkungen) | Anmerkungen                                              |
| Jahr | Titel     | DE | AT | CH | UK | US | Anmerkungen                                              |
| ---- | --------- | --- | --- | --- | --- | --- | -------------------------------------------------------- |
| 2017 | Big Rocks | DE31 (2 Wo.)DE | AT36 (1 Wo.)AT | CH1 Gold · (14 Wo.)CH | — | — | Erstveröffentlichung: 27. Januar 2017 Verkäufe: + 10.000 |

## Singles
| Jahr | Titel Album                     | Höchstplatzierung, Gesamtwochen, AuszeichnungChartplatzierungen (Jahr, Titel, Album, Platzierungen, Wochen, Auszeichnungen, Anmerkungen) | Höchstplatzierung, Gesamtwochen, AuszeichnungChartplatzierungen (Jahr, Titel, Album, Platzierungen, Wochen, Auszeichnungen, Anmerkungen) | Höchstplatzierung, Gesamtwochen, AuszeichnungChartplatzierungen (Jahr, Titel, Album, Platzierungen, Wochen, Auszeichnungen, Anmerkungen) | Höchstplatzierung, Gesamtwochen, AuszeichnungChartplatzierungen (Jahr, Titel, Album, Platzierungen, Wochen, Auszeichnungen, Anmerkungen) | Höchstplatzierung, Gesamtwochen, AuszeichnungChartplatzierungen (Jahr, Titel, Album, Platzierungen, Wochen, Auszeichnungen, Anmerkungen) | Anmerkungen                                                     |
| Jahr | Titel Album                     | DE | AT | CH | UK | US | Anmerkungen                                                     |
| --- | ------------------------------- | --- | --- | --- | --- | --- | --------------------------------------------------------------- |
| 1980 | Bedside Radio Metal Rendez-Vous | — | — | CH58 (4 Wo.)CH | — | — | Erstveröffentlichung: März 1980 Charteinstieg: 2. Dezember 2007 |
| 1984 | Midnite Maniac The Blitz        | — | — | — | — | US71 (6 Wo.)US | Erstveröffentlichung: 15. September 1984                        |
| 1986 | School’s Out Change of Address  | — | — | — | — | US67 (7 Wo.)US | Erstveröffentlichung: 7. Juni 1986                              |
| 2010 | Hoodoo Woman Hoodoo             | — | — | CH19 (9 Wo.)CH | — | — | Erstveröffentlichung: 15. Februar 2010                          |
| Folgende Lieder erschienen nicht als Single, wurden aber durch das Album zum Download und Streaming bereitgestellt und konnten somit eine Platzierung erlangen: |                                 | | | | | |                                                                 |
| |                                 | | | | | |                                                                 |
| 2013 | Dirty Dynamite                  | — | — | CH32 (2 Wo.)CH | — | — | Charteinstieg: 10. März 2013                                    |

Weitere Singles
- 1977: Highway Song
- 1978: Susie
- 1979: Tokyo Nights
- 1980: Heatstrokes
- 1981: Rock City
- 1981: Smelly Nelly
- 1982: American Woman
- 1982: Bad Boys, Rag Dolls
- 1982: Long Stick Goes Boom
- 1983: Screaming in the Night
- 1983: Stayed Awake All Night
- 1983: Eat the Rich
- 1984: Ballroom Blitz
- 1986: Say Goodbye
- 1986: Let This Love Begin
- 1986: Screaming in the Night (Live)
- 1988: Wild Love
- 2003: I Want It All
- 2003: Open Fire
- 2006: Angel of My Dreams
- 2010: Too Hot
- 2013: Go Baby Go (nur in Kanada und den USA als Single veröffentlicht)
- 2013: Dög Song
- 2016: The House of the Rising Sun
- 2017: Rockin’ in the Free World

### Promo-Singles
- 1981: Hardware (Flexidisk)
- 1981: Winning Man
- 1984: Our Love
- 1986: Burning up the Night
- 1988: Everybody Rocks
- 1988: Let It Go

### Auf Various-Artists-Kompilationen veröffentlichte Non Album Tracks
- 2009: Live for the Action (Rhythm of Ice Hockey: The Official Soundtrack of the 2009 IHHF World Championship)

### Aufgenommene aber bis heute unveröffentlichte Songs
- Gimme Love (Ein Auszug des Songs ist im Dokumentarfilm Krokus: As Long as We Live zu hören.)
- Love Me Like an Alligator (Der Song wurde während der Aufnahmen von Hardware eingespielt und wird in der Biographie Hunde wollt ihr ewig rocken von Chris von Rohr auf Seite 191 namentlich erwähnt.)
- Rock and Roll part 1 (Diese Coverversion wurde während der Sessions zu Big Rocks aufgenommen, allerdings wegen des Kindesmissbrauchskandals von Urheber Gary Glitter nicht veröffentlicht. Bei den Konzerten im März 2017 in Bern, Dübendorf und Lausanne wurde der Song allerdings live gespielt.)

## Statistik

### Chartauswertung
|                     | DE    | AT    | CH     | UK    | US    |
| ------------------- | ----- | ----- | ------ | ----- | ----- |
| Nummer-eins-Alben   | DE—DE | AT—AT | CH5CH  | UK—UK | US—US |
| Top-10-Alben        | DE—DE | AT—AT | CH12CH | UK—UK | US—US |
| Alben in den Charts | DE8DE | AT3AT | CH17CH | UK4UK | US7US |

|                       | DE    | AT    | CH    | UK    | US    |
| --------------------- | ----- | ----- | ----- | ----- | ----- |
| Nummer-eins-Singles   | DE—DE | AT—AT | CH—CH | UK—UK | US—US |
| Top-10-Singles        | DE—DE | AT—AT | CH—CH | UK—UK | US—US |
| Singles in den Charts | DE—DE | AT—AT | CH3CH | UK—UK | US2US |

### Auszeichnungen für Musikverkäufe
| Goldene Schallplatte - Kanada - 1984: für das Album Headhunter - 1984: für das Album The Blitz |

Anmerkung: Auszeichnungen in Ländern aus den Charttabellen bzw. Chartboxen sind in ebendiesen zu finden.
| Land/RegionAuszeichnungen für Musikverkäufe (Land/Region, Auszeichnungen, Verkäufe, Quellen) | Gold     | Platin     | Verkäufe  | Quellen         |
| -------------------------------------------------------------------------------------------- | -------- | ---------- | --------- | --------------- |
| Kanada (MC)                                                                                  | 2× Gold2 | —          | 100.000   | musiccanada.com |
| Schweiz (IFPI)                                                                               | 3× Gold3 | 6× Platin6 | 310.000   | hitparade.ch    |
| Vereinigte Staaten (RIAA)                                                                    | 2× Gold2 | —          | 1.000.000 | riaa.com        |
| Insgesamt                                                                                    | 7× Gold7 | 6× Platin6 |           |                 |